# Алашайское сельское поселение
Алашайское сельское поселение — муниципальное образование (сельское поселение) в составе Параньгинского района Марий Эл Российской Федерации.
Административный центр поселения — деревня Алашайка.

## История
Статус и границы сельского поселения установлены Законом Республики Марий Эл от 18 июня 2004 года № 15-З «О статусе, границах и составе муниципальных районов, городских округов в Республике Марий Эл».

## Население
| 2010  | 2011  | 2012  | 2013  | 2014  | 2015  | 2016  |
| ----- | ----- | ----- | ----- | ----- | ----- | ----- |
| 1518  | ↘1513 | ↘1455 | ↘1391 | ↘1330 | ↘1318 | ↘1314 |
| 2017  | 2018  | 2019  | 2020  | 2021  | 2023  |       |
| ↘1309 | ↘1273 | ↘1240 | ↘1226 | ↘1163 | ↘1129 |       |

## Состав поселения
В состав сельского поселения входят 5 деревень:
| № | Населённый пункт | Тип населённого пункта          | Население |
| - | ---------------- | ------------------------------- | --------- |
| 1 | Алашайка         | деревня, административный центр | ↘898      |
| 2 | Купай            | деревня                         | ↘4        |
| 3 | Куянково         | деревня                         | ↗550      |
| 4 | Портчара         | деревня                         | ↘33       |
| 5 | Тоштоял          | деревня                         | ↘45       |